# Nintendo Switch Online

Logo di Nintendo Switch Online

Nintendo Switch Online (NSO) è un servizio di gioco online e distribuzione digitale sviluppato da Nintendo per le console Nintendo Switch e Nintendo Switch 2. Lanciato ufficialmente il 19 settembre 2018, il servizio consente ai possessori della console di accedere a funzionalità multiplayer online.

## Funzionalità
Nintendo Switch Online è un servizio a pagamento attivo dal 19 settembre 2018 che consente ai giocatori di accedere al gioco online nei titoli per Nintendo Switch, ad eccezione dei giochi free-to-play.Il servizio include anche una selezione di titoli classici Nintendo disponibili in cloud, provenienti da diverse console storiche come NES, SNES, Game Boy, Game Boy Advance, Nintendo 64 e Sega Mega Drive.
A partire dal 2025, con il lancio di Nintendo Switch 2, la raccolta di giochi è stata ampliata includendo anche titoli provenienti dal Nintendo GameCube.
Il servizio Nintendo Switch Online offre diverse funzionalità ai possessori di Nintendo Switch:
- Multiplayer online
- Salvataggi nel cloud
- App per dispositivi mobili
- Accesso a giochi classici
- Prove di gioco
- Missioni e ricompense

### Nintendo Music
Il 30 ottobre 2024 Nintendo ha lanciato Nintendo Music, un'applicazione per lo streaming musicale riservata agli abbonati a Nintendo Switch Online. Disponibile per dispositivi iOS e Android, consente l’ascolto di colonne sonore tratte dai principali franchise Nintendo. L’app permette la creazione di playlist personalizzate, il download per l’ascolto offline e include una funzione anti-spoiler che filtra i brani legati a titoli non ancora giocati. Alcuni brani possono inoltre essere estesi fino a 60 minuti.

### Game Chat
Game Chat è un servizio di comunicazione vocale disponibile in esclusiva per Nintendo Switch 2. L’applicazione consente agli utenti di interagire tramite chat vocale durante l’utilizzo di videogiochi compatibili. Supporta anche la videochiamata, tramite una fotocamera venduta separatamente, e la condivisione dello schermo, permettendo la comunicazione anche tra utenti impegnati in giochi differenti.
Il sistema è dotato di una tecnologia di riduzione del rumore ambientale, finalizzata a migliorare la chiarezza del parlato. Al momento, la compatibilità è limitata al microfono integrato della console.